# 탕링성
탕링성(1971년 1월 10일 ~)은 중국의 역도 선수이다.

## 생애 및 선수 경력
탕링성은 1987년에 12세의 나이로 역도를 시작했다.
그는 사라예보에서 열린 1990년 세계 주니어 선수권 대회에서 처음으로 합류했다.
그는 1994년 이스탄불 세계 역도 선수권 대회 285.0 kg (125.0/160.0 kg)부문에서 6위를 했고, 그 해의 아시안 게임에서 은메달을 획득했다.
그는 1995년 광저우 세계 역도 선수권 대회에 출전했고, 금메달을 획득했다.
탕링성은 1996년 애틀란타 하계 올림픽에서 우승했다.

## 참조
- China Daily[깨진 링크(과거 내용 찾기)]